# Difusió ambipolar
La difusió ambipolar és la difusió d'espècies positives i negatives amb càrrega elèctrica oposada causa de la seva interacció a través d'un camp elèctric. En el cas dels cristalls iònics, els fluxos de les espècies que es difonen s'acoblen.